# 蒲类
蒲类，西域古国。位于今新疆巴里坤湖（汉朝称之为蒲类海）附近。曾是匈奴右部地，后来属于姑师。汉宣帝神爵二年（前60年），汉破姑师，分为车师前后国、蒲类前后国等八国。蒲类前国三百二十五户，二千三十二口，胜兵七百九十九人。蒲类后国百户，1070口，胜兵三百三十四人，东汉仅存蒲类前国，汉末至隋朝，先后被鲜卑、突厥所占。人口2000余，兼营农牧，出产好马，制作弓矢。住在蒲类的移支人，专务游牧，勇猛善战。

## 外部連結
[在维基数据编辑]
 《欽定古今圖書集成·方輿彙編·邊裔典·蒲類部》，出自陈梦雷《古今圖書集成》